# Пантеліївка
Пантелі́ївка — село в Україні, у Сорокинській міській громаді Довжанського району Луганської області.
На даний час у селі жодна особа не зареєстрована і не проживає. Село існує лише формально.

## Географія
Географічні координати: 48°29' пн. ш. 39°43' сх. д. Часовий пояс — UTC+2. Загальна площа села — 4,84 км².
Село розташоване у східній частині Донбасу за 14 км від села Давидо-Микільське.

## Історія
12 червня 2020 року, відповідно до Розпорядження Кабінету Міністрів України № 717-р «Про визначення адміністративних центрів та затвердження територій територіальних громад Луганської області», увійшло до складу Сорокинської міської громади.
17 липня 2020 року, в результаті адміністративно-територіальної реформи та ліквідації  Сорокинського району, увійшло до складу новоутвореного Довжанського району.